# خيري القليوبي
خيري القليوبي (17 أغسطس 1935 - ) ممثل ومخرج ومؤلف ومصور سينمائي مصري.

## حياته ونِشأته
من مواليد القاهرة في  17 أغسطس 1935، عمل في العديد من المسلسلات الإذاعية، والتليفزيونية، في أدوار مساعدة، كما أخرج العديد من مسلسلات تلفزيونية للأطفال، من أشهر أدواره مزارع البطاطا في فيلم الحرام مع فاتن حمامة عام 1965.

## أشهر أعماله
بقايا عذراء (فيلم) للمخرج حسام الدين مصطفى عام 1962.
لا وقت للحب (فيلم) للمخرج صلاح أبو سيف عام 1963.
من أحب (فيلم) من إخراج وبطولة ماجدة عام 1966.
العسل المر (مسلسل) إخراج عبد المنعم شكري عام 1966.
جريمة في قصر العدالة (سهرة تلفزيونية) للمخرج إبراهيم الشقنقيري عام 1998.

## وصلات خارجية
- خيري القليوبي على موقع الدهليز
- خيري القليوبي على موقع قاعدة بيانات الأفلام العربية

https://dhliz.com/artist/khairy_al_qaliouby/ خيري القليوبي (ممثل)
https://www.imdb.com/name/nm9630472/?ref_=nv_sr_srsg_2 خيري القليوبي (ممثل)
https://karohat.com/Person/59094e3d-d96b-440f-a1b3-8bbd082cdc0d خيري القليوبي (ممثل)
https://karohat.com/Filmography/59094e3d-d96b-440f-a1b3-8bbd082cdc0d خيري القليوبي (ممثل)